# Itō Sukeyoshi
Itō Sukeyoshi (伊東 祐慶?; 25 luglio 1589 – 8 maggio 1636) è stato un daimyō giapponese del periodo Sengoku appartenente alla famiglia Itō.

## Biografia
Figlio di Itō Suketaka partecipò alla sua prima battaglia a 12 anni, durante la campagna di Sekigahara; il padre morì quello stesso anno e Sukeyoshi divenne il successore della famiglia. Gli Itō durante la campagna di Sekigahara inizialmente si schierarono con Ishida Mitsunari ma entrarono in contatto segreto con il clan Tokugawa con cui si schierarono a battaglia inoltrata. Successivamente, ritornato nella provincia di Hyūga, si unì alle forze di Kuroda Yoshitaka e Katō Kiyomasa durante la sottomissione del clan Shimazu. Ebbe come ricompensa l'han di Obi (50.000 koku) che i suoi successori governarono fino alla restaurazione Meiji.